# Welcome Aboard
Welcome Aboard, sottotitolato A Muppet Cruise to Computer Literacy in copertina, è un videogioco educativo o software educativo sull'uso del computer, con i personaggi dei Muppet, pubblicato nel 1984 per Apple II e nel 1985 per Commodore 64 dalla Brøderbund.
Secondo la rivista Compute! era adatto sia ai bambini dai cinque anni in su, sia a tutti i principianti del computer.

## Modalità di gioco
Il programma è ambientato sulla nave da crociera S.S. Microship (gioco di parole tra microchip e ship, nave) e rappresenta una semplice introduzione a cinque basilari applicazioni del personal computer. Contiene molto testo esplicativo, disponibile soltanto in inglese, scritto come se fosse detto in prima persona da vari personaggi dei Muppet. Il menù principale è costituito da una vista in sezione della nave; da qui si selezionano con un cursore sei funzioni, ciascuna con un'immagine introduttiva a tutto schermo.
- Computer Room: Kermit la Rana, capitano della nave, dà spiegazioni generali sull'utilizzo della tastiera.
- Bridge: Kermit illustra la programmazione tramite un linguaggio simile al Logo, chiamato Slowgo. Il giocatore inserisce delle serie di comandi per definire la rotta della nave su una mappa e raggiungere due isole.
- Salon de Beauté: Gonzo mostra un molto semplice computer-aided design che consiste nel definire abito e acconciatura di Miss Piggy, a volte piuttosto stravaganti.
- Message Center: Scooter presenta un centro messaggi che introduce alla videoscrittura e alla posta elettronica. Si mandano e ricevono messaggi ai Muppet, con la possibilità di modificare e salvare su disco, ma non di stampare.
- Joke Library: Fozzie presenta una banca dati delle sue terribili battute, con la possibilità di ricercare per parole, aggiungere nuove battute e salvare.
- Game Room: Sam l'aquila presenta un semplice videogioco chiamato Flip!, che consiste nel muovere un quadratino in un labirinto visto in prospettiva 3D fissa, popolato anche da quadratini nemici. Si deve cambiare colore a tutti gli obiettivi passandoci sopra, ma se si passa due volte su un obiettivo esso torna al colore precedente.

La confezione originale include anche un piccolo dizionario cartaceo di informatica, decorato con vignette, intitolato The Muppet Guide to Computerese.

## Sviluppo
La Henson Associates, che deteneva il copyright sui Muppet, contattò la Brøderbund con varie idee per realizzare programmi di alfabetizzazione informatica a tema Muppet. La Brøderbund usava sempre assegnare la supervisione di tutti gli aspetti dello sviluppo di un prodotto a un project manager, che nel caso di Welcome Aboard fu Cricket Bird. Questi condensò le idee della Henson in un design del prodotto di base.